# Hallo Bay
Die Hallo Bay ist eine sandige Bucht, die sich unterhalb der Gipfel der Aleutenkette im Katmai-Nationalpark im US-Bundesstaat Alaska befindet. 

## Fauna
Die Bucht ist durch die große Braunbärenpopulation bekannt. Entlang der Watt- und Grasflächen lassen sich Braunbären dabei beobachten, wie sie Muscheln aus dem Schlamm ausgraben oder auf den Salzwiesen grasen. Im Juli können die Bären gut beim Lachsfischen beobachtet werden. Das Nahrungsangebot in der Bucht ist mit den Salzwiesen, Muscheln und Lachsen sehr reichhaltig, daher halten sich dort oft viele Braunbären gleichzeitig auf. Die Bären werden dort schon seit Jahrzehnten nicht mehr gejagt und haben sich mit der Zeit an die Menschen gewöhnt. Ein Vorfall im Jahr 2003 kostete jedoch dem Bärenexperten Timothy Treadwell nicht weit von der Hallo Bay entfernt sein Leben. 
Besucher der Bucht sollten wissen, dass die einzigen Übernachtungsplätze neben Zelten mehrere kleine Hütten und ein Essbereich sind, der als Hallo Bay Camp bezeichnet wird. Es gibt jedoch zahlreiche Tagestouren ohne Übernachtung in die Hallo Bay zur Beobachtung der Braunbären. 